# Университет Инха (Ташкент)
Университет Инха в городе Ташкенте (узб. Toshkent shahridagi Inha Universiteti,  англ. Inha University in Tashkent) — одно из высших учебных заведений, расположенных в столице Узбекистана Ташкенте. Университет был открыт 2 октября 2014 года.
Университет Инха в Ташкенте создан в соответствии с постановлением президента Республики Узбекистан Ислама Каримова как результат сотрудничества между Университетом Инха Южной Кореи и Правительством Республики Узбекистан с целью развития профессиональных, практических качеств, а также выпуска конкурентоспособных IT-руководителей. Университет Инха в Южной Корее является одним из известных и престижных университетов, лидером по качественному обучению инженерным наукам, IT, менеджменту, логистике, корееведению и в других областях и сферах. Учебный план ташкентского Университета Инха аналогичен плану Университета Инха в Южной Корее. В настоящее время в университете насчитывается более 2000 студентов. После каждого семестра университет награждает лучших студентов по учебным результатам грантом на полное или частичное уплаты контракта университетом и на следующий семестр.

## Факультеты университета
- Факультет компьютерного и программного инжениринга (англ. School of Computer and Information Engineering (SOCIE)  ).
- Факультет Бизнеса и Логистики(англ. School of Business and Logistics (SBL)  )[6].
- Магистратура по программе MBA.

## Основатели и спонсоры университета
Постановлением президента Республики Узбекистан следующие компании и организации были определены как учредители университета:Министерство по Развитию Информационных Технологий и Коммуникации Республики Узбекистан, Uztelecom, Uzbekneftegaz, Uzbekenergo, Uzkimyosanoat, Навоийский горно-металлургический комбинат, Алмалыкский горно-металлургический комбинат, Узбекистон хаво йуллари, Узбекистон темир йуллари, Национальный банк внешнеэкономической деятельности Республики Узбекистан

## Подготовительные курсы при Университете Инха в Ташкенте
В университете есть подготовительные курсы для абитуриентов по математике, физике и английскому языку. Учащиеся набравшие достаточный балл будут приняты в вуз без вступительных экзаменов. Также в университете обучают языку программирования Scratch и MIT App Inventor 2 для детей c 9-15 лет.

## Центр инноваций и промышленной кооперации
Центр инноваций и промышленной кооперации был представлен 18 февраля 2016 года ректором университета Ш. Шерматовым на пресс-конференции, организованным Министерством по равизитию информационных технологий и коммуникаций Республики Узбекистан. На этой пресс-конференции присутствовал первый заместитель министра по развитию информационных технологий и коммуникаций РУз, ректор Ташкентского университета информационных технологий Уткир Хамдамов. Во время пресс-конференции обсуждалось развитие профессиональных и высококвалифицированных кадров по ИКТ для развития отраслей и сфер экономики. Цель центра обеспечить развитие научно-исследовательского и инновационного потенциала университета. Создать условия для разработки ИТ-продуктов. Например, приложения для платформы Windows, для мобильной платформы Android , iOS, разработка и продвижения веб-сайтов и разработка дизайна. Директором центра является Санжар Саидходжаев

## Занимательная математика

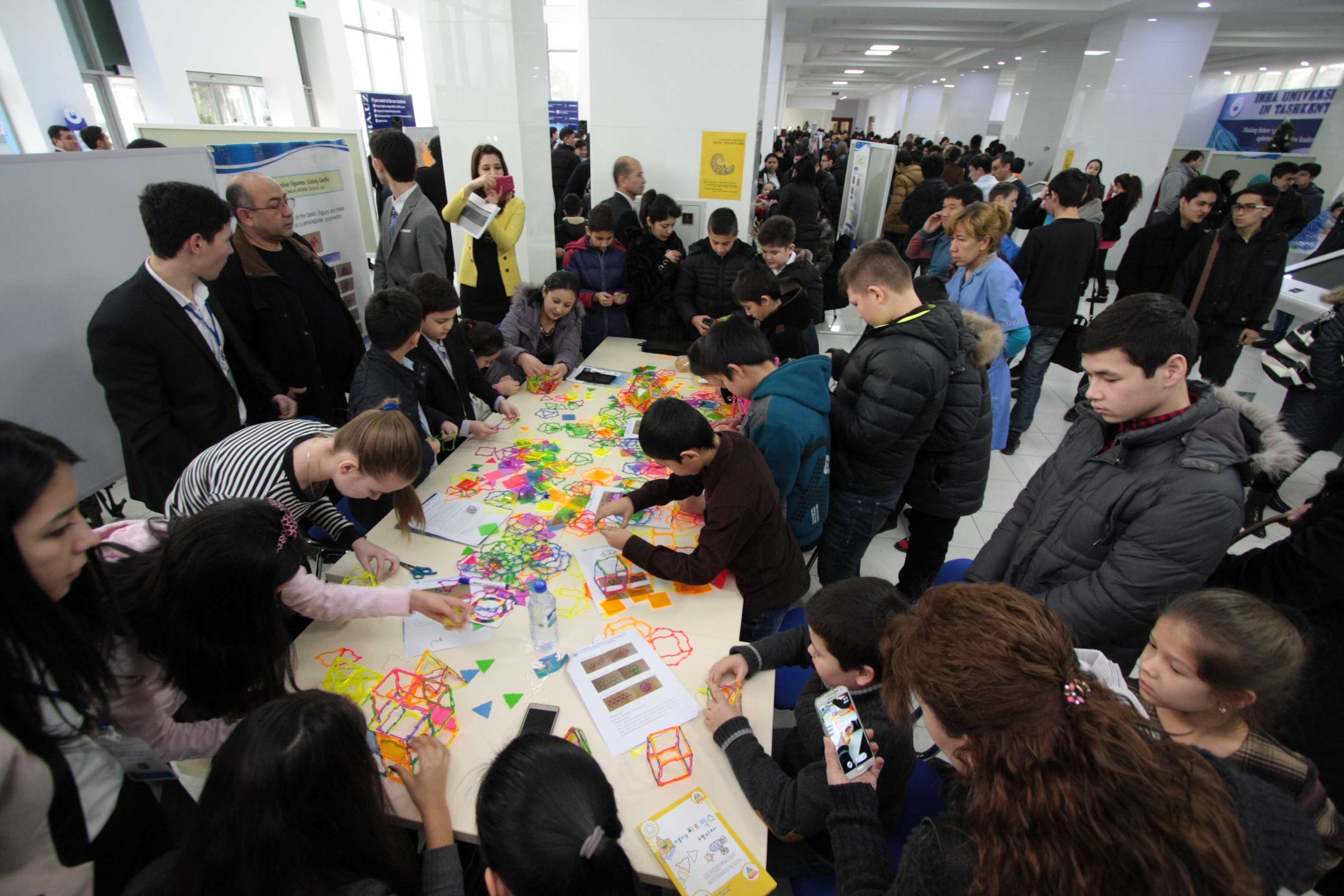

В университете с 6-8 января состоялся фестиваль Занимательная математика (англ. Touch Math) организованный самим университетом и Университетом Инха. Свыше 20 преподавателей математики прибыли из Кореи на участие в фестивале. Во время фестиваля участники в возрасте с 3 до 80 лет могли принять участие в различных упражнениях и заданиях организованными корейскими преподавателями и волонтерами из студентов университета. Более чем 5 тыс. человек посетили фестиваль. Во время фестиваля был организован час программирования на языке программирования Scratch для детей.